# Phanias furcifer
Phanias furcifer là một loài nhện trong họ Salticidae.
Loài này thuộc chi Phanias. Phanias furcifer được Willis J. Gertsch miêu tả năm 1936.